# Bhutan na Letnich Igrzyskach Olimpijskich 1984
Bhutan na Letnich Igrzyskach Olimpijskich 1984 reprezentowało 6 zawodników - 3 mężczyzn i 3 kobiety.

## Skład kadry

### Łucznictwo
Kobiety
- Sonam Chuki
  - Indywidualnie - przegrała w rundzie wstępnej, ostatecznie sklasyfikowana na 43. pozycji

- Rinzi Lham
  - Indywidualnie - przegrała w rundzie wstępnej, ostatecznie sklasyfikowana na 44. pozycji

- Karma Chhoden
  - Indywidualnie - przegrała w rundzie wstępnej, ostatecznie sklasyfikowana na 46. pozycji

Mężczyźni
- Thinley Dorji
  - Indywidualnie - przegrał w rundzie wstępnej, ostatecznie sklasyfikowany na 53. pozycji

- Nawang-Dash Pelzang
  - Indywidualnie - przegrał w rundzie wstępnej, ostatecznie sklasyfikowany na 55. pozycji

- Lhendup Tshering
  - Indywidualnie - przegrał w rundzie wstępnej, ostatecznie sklasyfikowany na 60. pozycji